# Macromonas
Macromonas es un género de bacterias gramnegativas de la familia Comamonadaceae. Fue descrito en el año 1924. Su etimología hace referencia a unidad grande. Es aerobia y móvil por flagelos polares. Se encuentra en ambientes de agua dulce. 